# マクラーレン・MP4/5
マクラーレン・MP4/5 (McLaren MP4/5) は、 マクラーレンが1989年のF1世界選手権参戦用に開発したフォーミュラ1カーで、ニール・オートレイが設計した。1990年シーズンには改良モデルのMP4/5Bを投入した。
1989年、1990年に2年連続してドライバーズタイトルとコンストラクターズタイトルを獲得した。2シーズンの通算成績は、16勝、27ポールポジション、獲得ポイントは263であった。

## MP4/5

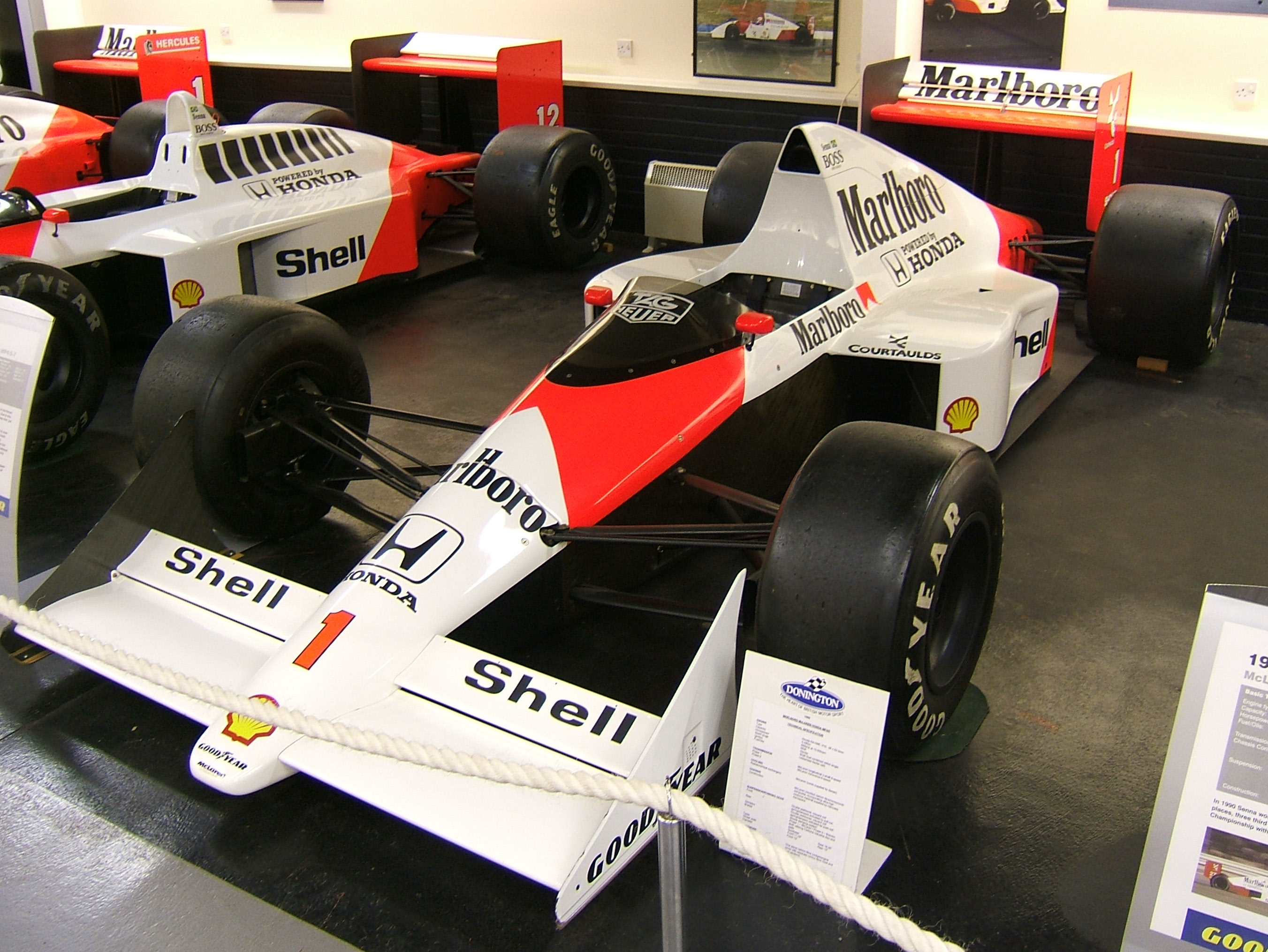
1989 マクラーレンMP4/5

1989年シーズンはレギュレーション変更によりターボエンジンが前年で終了し、全チームが自然吸気エンジンとなる最初の年であった。ホンダは1988年後半には3.5リッターV10エンジンを完成させていた。最初にマクラーレンに届いたV10エンジンは重量が重く、ゴードン・マレーは「エンジンもシャシーの一部だからとにかく頑丈に、というのがホンダの思想だったのだと思うが、重かった。なので私は最初のV10テスト走行後にあと8kg軽くしてほしいとオーダーした」と述べている。また「ターボエンジンを開発した時よりV10エンジン開発時の方がホンダ側と更に緊密に共同開発ができた。ニール・オートレイがオフィス作業してくれるようになっていたから、私がデザインオフィスを離れて直接ホンダの開発現場に足を運ぶ事もできたし、エンジンのマシンへの搭載方法なども山ほどFAXをやりとりしたよ。」と述懐している。
MP4/5は、1988年シーズンを席巻したMP4/4をベースに設計され、プレシーズンテストで公開されると、すぐに速さを見せた。開発はアラン・プロストにより行われ、MP4/5は新シーズンで活躍する1台と見られていた。しかし、シェイクダウンでの両レギュラードライバーからの評価は高いものではなく、プロストが引退後のインタビューで、「シェイクダウン初日はまずセナがドライブしたが、走行後の昼休みに彼が『このクルマ良くないよ。予定にはないけど、午後（プロストに）乗ってもらえないか?』と言うので、僕も同じ日に乗ることになった。ドライブ後セナから『（クルマは）どう?』と聞かれて『そうだね。良くないね。』と答えた。」と述べている。
このシーズンのフェラーリ・640は空力性能に優れていたが、新技術のセミオートマチックトランスミッション（セミAT）の信頼性が慢性的に不足しており、それがマクラーレンにとって優位に働いた。
シーズン当初は前年型を改良した縦置きギアボックスだったが、チームは新型の横置きギアボックスを開発していた。横置きにすることで重量バランスが改善され、タイムの短縮につながることは当初のテストで明らかだったが、初期トラブルの解消に時間を要したために実戦投入されたのは第8戦イギリスGPからだった。同GPの予選では潤滑系のトラブルが発生したため、対策としてホンダの和光研究所が衛星電話を通じて協力し、即席のオイルタンクが装着された。
カーボンモノコックはMP4/4を受け継いだ設計で、オス型成形により製作され、整流のための大型カウリングをコクピットの上方から被せる方式であったが、他チームではほぼメス型成形によるモノコック製作が導入されており、古い方式になりつつあった。燃料タンクのサイズの他は大きな違いがなかったが、第6戦カナダGPではプロスト車のフロントサスペンション付け根が剥がれるトラブルを起こしたため、構造を変更したモノコックを新たに製造することになった。
第5戦アメリカGPでは、フェニックス市のビル街を飛び交う電波がセナ車のエンジンコントロールユニット（ECU）を狂わせてリタイアに追い込まれるという珍しいトラブルが起こった。このトラブルはセナ車のみでプロスト車には起こらなかったことから、プロストが自分のエンジンとセナのエンジンのECUに差があると考え、ホンダがセナを優遇していると主張するきっかけの一つとなった。マクラーレンはジョイント・ナンバーワンを標榜してダブルエースドライバー体制としていた。
マクラーレンは、チームとして10勝を上げた。アイルトン・セナが6勝で、プロストが4勝であった。これは、2人の関係が限界に達していた時期であり、彼らの対立関係が競争意識となってマシン開発を後押しし、他チームより突出したマシンになった。
しかし、この対立関係が悪いほうに流れることもあった。第15戦日本GPでレースの終盤にプロストとセナが最終シケインで接触。プロストはその場でリタイヤ、セナはトップでチェッカーを受けるも失格処分。このときに国際自動車連盟（FIA）の会長であったジャン＝マリー・バレストルの影響が裁定にあったのではといわれた。
セナはプロストに対し、予選成績では圧倒し、彼より多くの勝利を獲得していたが、優勝かリタイアというパターンが目立った。ただ、6回のリタイア（完走扱いであるカナダGPも含めれば7回）のうち、スピンを喫したイギリスGPとマンセルに追突されたポルトガルGP、豪雨で視界を失って前者に追突した最終戦オーストラリアGP以外はマシントラブルによるリタイアであり、マシンの信頼性に泣かされてポイントを失った面もあった。その一方でプロストはマシントラブルが起きても完走を優先し、完走したレースは全てポイントを持ち帰った。そのため、浮き沈みの激しいセナと完走してポイントを積み重ねるスタイルを貫いたプロストという走り方の差がタイトル争いに影響し、ドライバーズタイトルはプロストのものになった。セナとプロストの合計ポイントは、連続2回目のコンストラクターズチャンピオンシップをマクラーレンにもたらし、ダブルタイトル獲得となった。
堅実な設計と当時最高のホンダエンジンの組み合わせによって、シーズンを通して優位を保っていた。同年はベネトン・B189やティレル・018、レイトンハウス・CG891などはマシンのパワー不足を空力面で補うデザインに挑戦していたが、レース結果にはなかなか反映されておらず、まだ有効な空力デザインが発見されていなかったこの年はMP4/5のエンジンパワーを生かし空力に頼りすぎないデザインもむしろ美点であった。
だが、マシンの戦闘力だけで見ても、過失がなく純粋な敗北や他チームに先行されるなど、前年と比してフェラーリやウィリアムズ・ルノーのライバル勢と差が縮まり、内容も見劣りした面もあった。マシン自体はMP4/4をベースにした発展型と言えば聞こえが良いが、V6ターボエンジンから自然吸気V10エンジンに変更されたことを筆頭にトータルバランスが低下しており、両ドライバーはバランスの悪さに悩まされながらレースに挑み勝利しているという状況であった。チームでは空力の研究やシャシー開発、セミATなどの新技術の開発などが後回しになっており、マシンの研究開発に課題があることを突き付けられたシーズンでもあった。

### 記録（1989年）
| 年   | No. | ドライバー | 1   | 2   | 3   | 4   | 5   | 6   | 7   | 8   | 9   | 10  | 11  | 12  | 13  | 14  | 15  | 16  | ポイント | ランキング |
| 年   | No. | ドライバー | BRA | SMR | MON | MEX | USA | CAN | FRA | GBR | GER | HUN | BEL | ITA | POR | ESP | JPN | AUS | ポイント | ランキング |
| ---- | --- | ---------- | --- | --- | --- | --- | --- | --- | --- | --- | --- | --- | --- | --- | --- | --- | --- | --- | -------- | ---------- |
| 1989 | 1   | セナ       | 11  | 1   | 1   | 1   | Ret | 7†  | Ret | Ret | 1   | 2   | 1   | Ret | Ret | 1   | DSQ | Ret | 141      | 1位        |
| 1989 | 2   | プロスト   | 2   | 2   | 2   | 5   | 1   | Ret | 1   | 1   | 2   | 4   | 2   | 1   | 2   | 3   | Ret | Ret | 141      | 1位        |

- 太字はポールポジション、斜字はファステストラップ
- † 印はリタイアだが、90%以上の距離を走行したため規定により完走扱い。
- 第15戦日本GPのセナは押し掛け（当初はシケイン不通過）により失格。

## MP4/5B

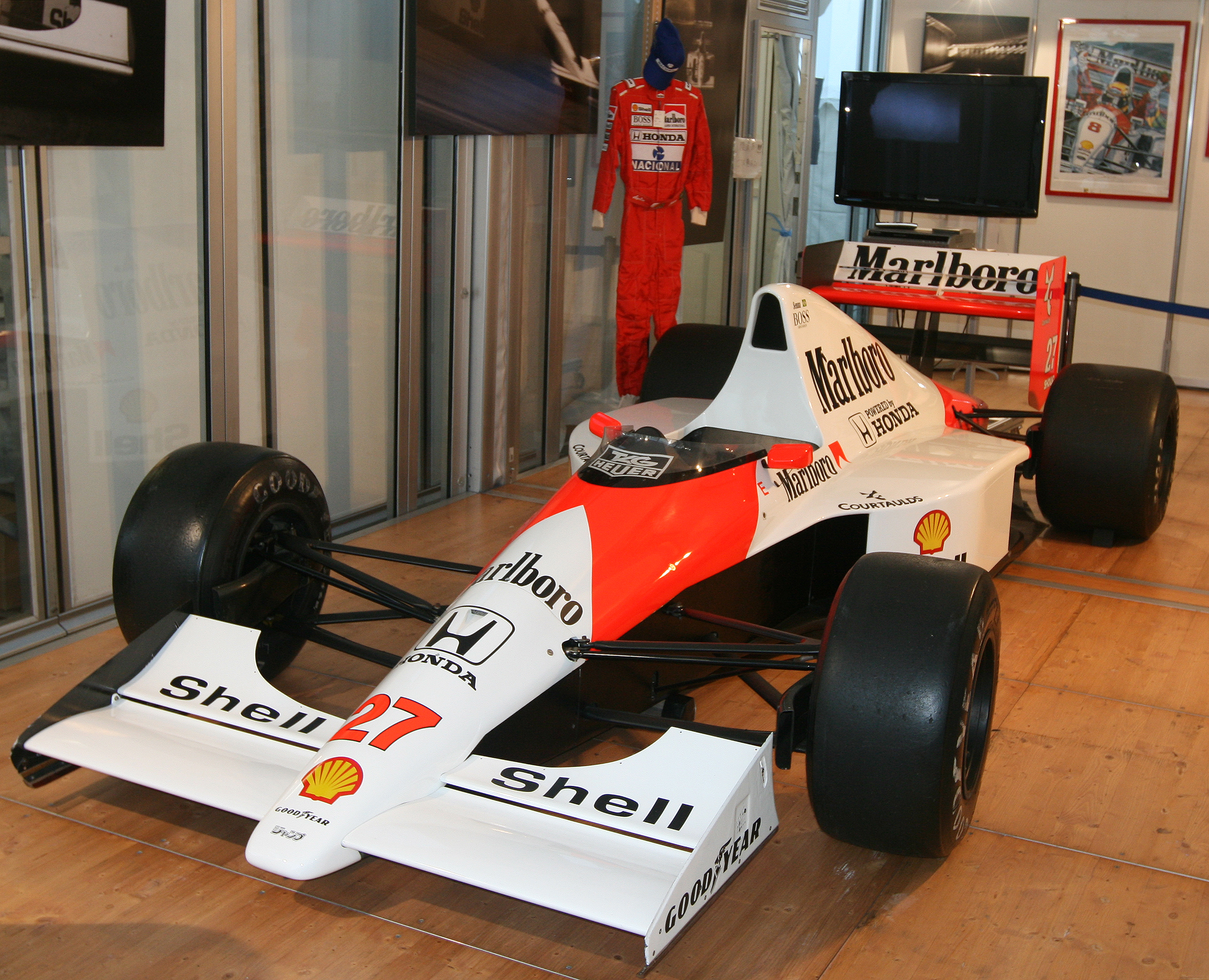
1990 マクラーレンMP4/5B

自然吸気エンジン2年目となる1990年は、MP4/5の改良型となるMP4/5Bでシーズンに臨んだ。空力面ではディフューザーがレイトンハウス風の半円形のエアトンネルを5つ連ねた独特な形状となり、前年のヒット映画『バットマン』のロゴになぞらえて通称「バットマン・ディフューザー」と呼ばれた。ラジエターインテークは縦細になり、アウトレットは使用環境により大小が選択された。
高速コーナーにおけるハンドリングの不安定さを解消するため、ドイツGPではフロア周りのエアロパッケージを修正。ディフューザーのサイズが20cm短くなり、次戦ハンガリーGPではバットマン・ディフューザー自体が廃止され、4枚のスプリッター付きのコンベンショナルなデザインに戻った。
ホンダRA100Eはボア・ストロークを変更し、スロットルバルブがスライド式からバタフライ式に変更された。ホンダ技術陣はスロットルを細かく煽るセナ独特のテクニック（セナ足）にフィットするよう苦労したという。最終的にバージョン6（鈴鹿スペシャル）まで進化した。
新加入のゲルハルト・ベルガーはセナよりも11cm長身であるため、コクピットスペースの狭さに苦労させられた。モナコGPではダッシュボードを4cm上にずらすという対策が採られたが、ベルガーはオープニングラップにプロストとクラッシュしてレースカーを失い、再スタートではセナのスペアカーに乗り換えた。
前年多くのテストを担当し、性能向上に貢献したプロストが不在なことや1988年と1989年をホンダエンジンのアドバンテージを最大の武器としたマシン開発を行ってきたため、純粋なシャシーの研究がおろそかになってしまった感があった。前年はマクラーレン同士の対決であったため、チームに影響を与えることがなかったが、その影響が顕著に現れてくる始まりのシーズンとなり、全体としては苦戦をしいられた。
現にドライバーからはハンドリングに関する不満が発せられるようになり、アメリカGPのベルガーや、イギリスGPのセナなどドライビングミスも目立ち始めた。またフランスGPのようにピット作業のミスも起こった。他チームのマシンよりも前後のウイングを立ててダウンフォースを稼いでいたため、「地上最速のマールボロの看板」と揶揄された。
このシーズンはマクラーレンにとってフェラーリ・641という好敵手を相手にした激しいシーズンであった。セナはシーズン6勝を挙げ、コンストラクターズタイトル3連覇を達成した。
第15戦日本GPで大きな波乱があった。1周目の第一コーナーでプロストと接触し両者リタイア。セナのドライバーズタイトルが決定した。しかし、コンストラクターズタイトルは確定しておらず、ベルガーがリタイアした後、マンセルが3位以内に入ればフェラーリにも最終戦オーストラリアGPまで逆転の可能性が残せる状況であった。最終的にはマンセルのリタイアの結果、コンストラクターズタイトルも日本GPでマクラーレンに確定した。
チームは翌年のシーズンに向け、ティレル・019の成功によりF1マシンデザインのトレンドとなりつつあったハイノーズ構造「ドルフィン・ノーズ」に対抗し、「クロコダイル・ノーズ」という、ハイノーズのみならずフロントウイングまでもハイマウント化したものをMP4/5Bに装備させ、8月にモンツァ・サーキットでアイルトン・セナがテストを行ったが、セナが10周ほど走ったあと「縁石（前）が見えない」というコメントを発言したため実戦投入は見送られ、この案はお蔵入りとなった。

### 記録（1990年）
| 年   | No. | ドライバー | 1   | 2   | 3   | 4   | 5   | 6   | 7   | 8   | 9   | 10  | 11  | 12  | 13  | 14  | 15  | 16  | ポイント | ランキング |
| 年   | No. | ドライバー | USA | BRA | SMR | MON | CAN | MEX | FRA | GBR | GER | HUN | BEL | ITA | POR | ESP | JPN | AUS | ポイント | ランキング |
| ---- | --- | ---------- | --- | --- | --- | --- | --- | --- | --- | --- | --- | --- | --- | --- | --- | --- | --- | --- | -------- | ---------- |
| 1990 | 27  | セナ       | 1   | 3   | Ret | 1   | 1   | 20  | 3   | 3   | 1   | 2   | 1   | 1   | 2   | Ret | Ret | Ret | 121      | 1位        |
| 1990 | 28  | ベルガー   | Ret | 2   | 2   | 3   | 4   | 3   | 5   | 14  | 3   | 16  | 3   | 3   | 4   | Ret | Ret | 4   | 121      | 1位        |

- 太字はポールポジション、斜字はファステストラップ

## MP4/5C
1991年シーズン、ホンダはマクラーレンにV型12気筒エンジン・RAE121Eの投入を予定していた。MP4/5CはV12エンジン等のテストを目的とした、テスト専用マシンである。